# لوري كوبلاند
لوري كوبلاند (بالإنجليزية: Lori Copeland)‏ (12 يونيو 1941)؛ كاتِبة وروائية أمريكية.